# The Shipper
《The Shipper》(태국어: The Shipper – จิ้นนายกลายเป็นฉัน, 로마자: The Shipper: Chin nai klai pen chan)는 2020년 5월 22일부터 8월 7일까지 방송되었던 태국의 드라마이다.

## 등장 인물

### 주요 인물
- 카나판 뿌이트라꾼: 킴한 담롱라따나롯 (킴) 역 / 킴의 몸 속에 있는 빤 역
- 수리야렛 야카렛 : 빠니티따 타나촉나와쿤 (빤) 역
- 파왓 칫사왕디 : 케마찻 담롱라따나롯 (켓) 역
- 푸싯 디타피싯 : 와띳 웡와나낏 (웨) 역
- 간야랏 르앙룽 : 사로차 (소다) 역
- 벤야파 친프라솜 : 핑핑 역
- 왓차라 숙춤 : 죽음의 천사 역